# Shalford (Surrey)
Pour les articles homonymes, voir Shalford.
Shalford est une paroisse civile et un village du Surrey, en Angleterre.